# Пустошки рејон
Пустошки рејон (рус. Пустошкинский район) административно-територијална је јединица другог нивоа и општински рејон смештен у јужном делу Псковске области, односно на западу европског дела Руске Федерације.
Административни центар рејона је град Пустошка. Према проценама националне статистичке службе Русије за 2016. на територији рејона је живело 8.494 становника, или у просеку свега око 4,6 ст/км².

## Географија
Пустошки рејон смештен је на крајњем југу Псковске области. Обухвата територију површине 1.873,8 км², и по том параметру налази се на 15. месту међу 24 рејона у области. Граничи се са Себешким рејоном на западу, Опочким на северу, Бежанички рејон је на североистоку, Новосокољнички на истоку, а Невељски рејон на југу и југоистоку.
Хидрографијом рејона доминира река Великаја која протиче преко његових северних делова, прво у смеру север-југ, а потом нагло скреће ка западу. Њене најважније притоке на овом подручју се Алоља са Ципиљанком и Неведрјанка. Мањи део рејонске територије на југу налази се у басену Западне Двине са којом је повезан преко њене притоке Ушче.
У рељефном погледу подручје је благо заталасано, испресецано бројним мањим речним коритима и језерима глацијалног порекла. Источни и југоисточни делови рејона постепено прелазе у благо заталасано моренско Вјазевско побрђе. Највећа језера на подручју Пустошког рејона су Верјато (8,8 км²), Неведро (8,0 км²), Ашо (5,3 км²), Орлеја (4,9 км²), Лосно (4,5 км²) и друга.

## Историја
Пустошки рејон успостављен је 1. августа 1927. као нижестепена административна јединица тадашњег Великолушког округа Лењинградске области. У границама Псковске области је од 1957. године. Пустошки рејон је привремено расформиран 1963. године, али је поново успостављен две године касније.

## Демографија и административна подела
Према подацима са пописа становништва из 2010. на територији рејона је живело укупно 9.379 становника, док је према процени из 2016. ту живело 8.494 становника, или у просеку 4,6 ст/км². По броју становника Пустошки рејон се налази тек на 20. месту у области. У административном центру рејона граду Пустошки живе око половина од укупне рејонске популације.
| 1959.  | 1970.  | 1979.  | 1989.  | 2002.  | 2010. | 2016.  |
| ------ | ------ | ------ | ------ | ------ | ----- | ------ |
| 20.057 | 17.441 | 14.893 | 14.140 | 12.071 | 9.379 | 8.494* |

Напомена:* Према процени националне статистичке службе. 
Према подацима са пописа из 2010. на подручју рејона регистрована су укупно 243 села (од којих је њих 52 било без становника, а у 64 села живело је мање од 5 становника). Рејон је административно подељен на 6 нижестепених општина, 5 сеоских и једну урбану. Једино градско насеље на подручју рејона је град Пустошка.

## Саобраћај
Преко територије Пустошког рејона пролази деоница међународног аутопута М20 који Санкт Петербург преко Пскова повезује са Витепском и Минском, те аутопут М9 који повезује Москву са Ригом.